# L·U·朗斯福德
L·U·朗斯福德（L. U. Ransford，1880年—1954年），是一名英格蘭男子羽球運動員。
L·U·朗斯福德在1902年搭配E·莫斯里贏得了全英羽球錦標賽混合雙打冠軍。在1903年和1904年，他與瑪貝兒·哈迪搭檔連續兩年贏得愛爾蘭羽球公開賽混合雙打冠軍。

## 外部連結
- . ancestry.com.   [2019-06-15]. （原始内容存档于2016-01-08） （英语）.